# Léon-Gontran Damas
Léon-Gontran Damas (Cayena (Guayana Francesa), 28 de marzo de 1912 - Washington D. C., 22 de enero de 1978) fue un poeta y político francés. Fue uno de los fundadores del movimiento de la negritud.

## Biografía
Damas nació en Cayena (Guayana Francesa), hijo de Ernest Damas, un mulato de ascendencia europea y africana, y de Bathilde Damas, una mestiza de ascendencia americana y africana. En 1924, Damas fue enviado a Martinica a estudiar al Lycée Victor-Schoelcher, en donde conoció a Aimé Césaire.
En 1929, Damas se mudó a París para continuar con sus estudios. Allí se reunió con Césaire y conoció a Léopold Sédar Senghor. En 1935, los tres jóvenes publicaron el primer número de la revista literaria L'Étudiant noir, la cual sirvió de base para la fundación del movimiento de la negritud.
En 1937, Damas publicó su primer volumen de poesía, Pigments. Damas se enlistó en el Ejército de Tierra Francés durante la Segunda Guerra Mundial y posteriormente fue elegido para la Asamblea Nacional de Francia como diputado de Guayana. Durante los próximos años, Dumas viajó y enseñó en diferentes partes del mundo, incluyendo África, los Estados Unidos, Latinoamérica y el Caribe. También contribuyó como editor de la revista Présence africaine y como consejero y delegado de la UNESCO.
En 1970, Damas se mudó a Washington D. C., en donde enseñó en la Universidad de Georgetown y posteriormente en la Universidad Howard. Damas continuó enseñando en la Universidad Howard hasta su muerte en enero de 1978. Fue enterrado en Guayana Francesa.

## Obras

### Poesía
- Veillées noires (1972)
- Névralgies (1966)
- Black-Label (1956)
- Graffiti (1952)
- Poèmes nègres sur des airs Africains (1948)
- Pigments (1937)

### Ensayos
- Poèmes Nègres sur des airs africains (1948)
- Poètes d’expression française (1947)
- Retour de Guyane (1938)

### Cuentos
- Veillées noires, Contes Nègres de Guyane (1943)